# Partênio I de Constantinopla
Partênio I de Constantinopla (em grego: Παρθένιος Α΄; m. 1646) foi patriarca ecumênico de Constantinopla entre 1639 e 1644. Nesta época, o trono patriarcal estava sujeito a constantes mudanças por causa da influência dos sultões otomanos.

## História
Partênio era natural de Joanina, na Grécia. Em 1609 foi eleito bispo metropolitano de Anquíalo e permaneceu no posto até 1623, quando tornou-se metropolitano de Adrianópolis. Em 1639 foi eleito patriarca e deixou como seu sucessor seu pupilo e futuro patriarca, Partênio II.

## Disputa com Nicéforo
Numa disputa com o patriarca Nicéforo de Alexandria, Partênio se alinhou com os hierarcas da Igreja do Sinai ao conceder-lhes permissão para que realizassem serviços religiosos no Cairo quando Nicéforo estava visitando a Moldávia. Depois que Nicéforo retornou a Alexandria, seus protestos fizeram com que Partênio revogasse essa permissão. Ainda assim, as tensões sobre o assunto continuaram entre as duas igrejas.

## Sínodos
Em 1641, Partênio convocou um sínodo em Istambul (Constantinopla) no qual oito prelados e quatro dignitários da igreja estavam presentes. Neste sínodo, o termo "transubstanciação" teria sido autorizado. No mesmo ano, Basílio Lupus, da Igreja da Moldávia, pagou todos os débitos do Patriarcado e, como contrapartida, Partênio enviou-lhe secretamente uma relíquia. Em 1642, Partênio foi julgado por uma corte otomana por ter apoiado um grupo rebelde. 
No mesmo ano, Partênio organizou o Sínodo de Iași, muito mais importante, cujo objetivo era conter a disseminação de erros doutrinários (do ponto de vista ortodoxo) católicos e protestantes que haviam se infiltrado na teologia ortodoxa. Ele tentou reconciliar a situação entre as duas facções em disputa, a dos sinaxistas, apoiados pelo papa e pelos jesuítas, e a dos aliados de Cirilo Lucaris, com tendências calvinistas. O sínodo aprovou a tradução grega da chamada "Confissão Grega", que havia sido escrita para proteger os russos de posições calvinistas e católicas. Sua política, porém, acabou abrindo espaço para uma maior influência católica em Istambul, permitindo que, em 1644, Pantaleão Ligaridis, um unionista, fundasse uma escola católica grega em Pera. 
Reafirmando sua posição ortodoxa, Partênio escreveu uma carta ao rei da França, Luís XV, em 1643 na qual ele deixou claro que as diferenças dogmáticas entre católicos e ortodoxos tornavam qualquer união impossível.
Em 1644, Partênio foi deposto e, no ano seguinte, foi exilado para a ilha de Chipre. Em 1646, ele retornou a Quíos e acabou sendo assassinado por envenenamento.